# Чернёво (Псковский район)
Чернёво — деревня в Псковском районе Псковской области. Входит в состав Серёдкинской волости.
До 1 января 2010 года деревня входила в состав ныне упразднённой Верхолинской волости.

## География
Расположена в 18 километрах к северу от Пскова и в 6 км к юго-западу от деревни Верхолино.

## Население
Численность населения деревни по состоянию на 2000 год составляла 10 жителей.

## История
С середины XIX века началось массовое переселение эстонцев на восточный берег Чудского озера — на Гдовщину — где они обрели новую родину. В основном переселенцы направлялись в эти края из северной части Дерптского уезда. В 1913 году в Чернёво, в трех километрах от своей усадьбы, помещик Салтыков построил спичечную фабрику «Сфинкс», на которой в последующие годы работали многие эстонцы-переселенцы. Ещё в 1903 году усадьба перешла к сыну князя — генерал-майору, члену Государственного Совета, предводителю дворянства Гдовского уезда, предводителю дворянства Санкт-Петербургской губернии Ивану Николаевичу Салтыкову (1870—1941). К июню 1935 года на спичечной фабрике, носившей в те годы имя Демьяна Бедного, трудились около 300 эстонцев. К январю 1937 года заведующим местным клубом являлся эстонец Рыйгас (Rõigas).
В период Второй мировой войны, в 1943 году, в деревнях Гдовщины побывала экспедиция Тартуского университета под руководством Ильмара Аренса (Ilmar Arens), изучавшая деревни эстонских переселенцев и собиравшая народный фольклор. Несмотря на русификацию, эстонцы Гдовщины сохраняли в то время элементы народной культуры, самосознание и родной язык в течение длительного времени.
В сентябре–ноябре 1943 года гитлеровскими оккупационными властями осуществлялось принудительное переселение эстонцев из Псковского района на территорию Эстонии. Пароходы и баржи отправлялись из береговой деревни Самолва в речной порт Выыпсу. Гдовской полевой комендатурой было перевезено через Устье более одной тысячи эстонцев.

## Топографические карты
- Лист карты O-35-XXIII Псков. Масштаб: 1 : 200 000. Издание 1967 г.